# メインバンク制
メインバンク制（メインバンクせい、英: main bank system）は、企業が主に取引する金融機関を1行に定め、密接な関係を保つという日本独自の金融慣行である。「メインバンク」は和製英語。メーンバンク制、主力取引銀行制とも表記される。

## 概要
企業は複数の銀行・信用金庫などと取引関係を保つのが通常である。しかし、その取引関係には濃淡がある。うち一行の主力取引銀行（メインバンク）とは借り入れ・預金・手形取引・取引先の紹介など、他行との取引とは別格の濃厚な取引を続け、経営内容に関する情報を提供し経営指導を受けるなど関係強化に努めて安定的な資金供給を受けられることを期待し、不況期など経営が悪化した場合には役員の派遣を受けて再建を図る。大型の資金需要に対しては、メインバンクの主導のもと複数金融機関が貸出条件・分担額などを取り決めて融資に当たる（シンジケートローン、協調融資）。
日本では戦後、都市銀行をメインバンクとする大企業が集合し、取引の交流や役員の親睦を図ることを主眼とした融資系列による（緩やかな）企業グループが結成されている。
メインバンクは企業に関する豊富な情報を手にするため、モニタリング機能を通じて企業経営の効率化に寄与したともいわれる。
金融自由化に伴い、大企業においては直接金融による資金調達が容易になったため、銀行依存からの脱却が進む中でメインバンクとの取引関係も薄くなった。また銀行にとっても、バブル景気後の不況の中で、特定の企業ないし企業グループに大量に融資することのリスクが顕在化したため、かつてのような企業・メインバンク間の親密な関係は見られない。一方、中小企業にとっては起債等による資金調達は依然としてハードルが高く、2006年の調査では9割以上の中小企業がメインバンクを有している。

## 日本における融資系列のグループ
- みずほグループ
  - 芙蓉グループ（旧安田財閥系企業が中心）
  - 興銀グループ
  - 第一勧銀グループ（旧渋沢財閥系企業が中心）
    - 三金会
- 三菱UFJフィナンシャル・グループ
  - 三菱グループ（旧三菱財閥系企業が中心）
  - UFJグループ
    - 三和グループ（旧鴻池財閥系及び旧山口財閥系企業が中心）
      - 三水会
      - みどり会

    - さつき会

- 三井住友フィナンシャルグループ
  - 住友グループ（旧住友財閥系企業が中心）
    - 白水会

  - 三井グループ（旧三井財閥系企業が中心）

- 大輪会（りそな銀行〈旧大和銀行〉系列、旧野村財閥系企業が中心）